# Oxira melanomma
Oxira melanomma är en fjärilsart som beskrevs av Louis Beethoven Prout 1926. Oxira melanomma ingår i släktet Oxira och familjen nattflyn. Inga underarter finns listade i Catalogue of Life.